# Teja (planet)
Teja ili Orfej je pretpostavljeni drevni planet u ranom Sunčevom sustavu koji se, prema hipotezi velikog udara, sudario s ranom Zemljom prije oko 4,5 milijarde godina, s time da se izbačeni materijal ponovno skupio i stvorio Mjesec.
Pored objašnjenja velikog Zemljinog mjeseca, Tejina hipoteza može objasniti i zašto je Zemljina jezgra veća nego što bi se očekivalo za tijelo njegove veličine; Tejina jezgra i plašt pomiješani su sa Zemljinim.
Prema jednoj verziji hipoteze, Teja je bila Zemljin trojanac približno veličine Marsa, promjera oko 6.102 km. Dodatni dokazi objavljeni 2019. sugeriraju da je Teja mogla nastati u vanjskom Sunčevom sustavu, a ne u unutarnjem Sunčevom sustavu, te da velik dio Zemljine vode potječe s Teje.

## Ime
Teja je dobila ime po Teji, koja je u grčkoj mitologiji bila majka Selene, božice mjeseca, što je paralelno sudaru Teje i rane Zemlje za kojeg se pretpostavlja da je njegov rezultat nastanak Mjeseca.

## Orbita
Smatra se da je Teja bila u orbiti u konfiguraciji L4 ili L5 koju ima sustav Zemlja-Sunce, gdje bi nastojala ostati. U tom bi slučaju planet narastao, potencijalno do veličine usporedive s Marsom. Gravitacijska poremećaj Venere mogla su je na kraju poslati na sudar s ranom Zemljom.

## Sudar
Prema hipotezi o divovskom udaru, Teja je orbitirala oko Sunca, gotovo duž orbite proto-Zemlje, zadržavajući se u blizini jedne ili druge dvije stabilnije Lagrangeove točke Sunca i Zemlje (tj. L4 ili L5).  Kad je protoplanet Teja narastao do veličine usporedive s Marsovom, nekih 20 do 30 milijuna godina nakon svog formiranja, postala je previše masivna da bi ostala u stabilnoj trojanskoj orbiti. Gravitacijska sila Jupitera i/ili Venere izbacila je Teju iz Lagrangeove točke koju je zauzimala, istodobno kad je Coriolisova sila gurala planet natrag na nju. Kao posljedica toga, njena kutna udaljenost od Zemlje počela je varirati, sve dok Teja nije imala dovoljno mase da pobjegne iz L4, što je rezultiralo sudarom između Teje i Zemlje. Računalne simulacije sugeriraju da Teja nije putovala brže od 4 km/s (8.900 mph) kada je udarila u Zemlju pod procijenjenim kutom od 45 stupnjeva.
Izvorno, hipoteza pretpostavlja da Teja udarila Zemlju udarom koji je izbacio mnoge dijelove i proto-Zemlje i Teje, one komade koje tvore jedno tijelo koje je postao Mjesec ili formiranje dva mjeseca da bi na kraju spojili su se u Mjesec. Takvi su računi pretpostavljali da bi, ako je Teja udarila u proto-Zemlju, oba planeta bila uništena, stvarajući kratkotrajni drugi pojas asteroida između orbita Venere i Marsa.
Suprotno tome, dokazi objavljeni u siječnju 2016. sugeriraju da je udarac doista bio frontalni sudar i da se Tejini ostaci mogu naći i na Zemlji i na Mjesecu.

## Hipoteze
Od početka moderne astronomije postoje najmanje četiri hipoteze o podrijetlu Mjeseca:
1. Jedno tijelo podijeljeno je na Zemlju i Mjesec
2. Mjesec je zarobila Zemljina gravitacija (kao što je zarobljena većina manjih mjeseci vanjskih planeta)
3. Zemlja i Mjesec nastali su istodobno kada se protoplanetarni disk počeo skupljati
4. Gore opisani "Tejin scenarij".

Utvrđeno je da su uzorci lunarnih stijena koje su pronašli astronauti Apolla vrlo slični sastavu Zemljine kore, pa su vjerojatno uklonjeni sa Zemlje u nekim nasilnim događajima.

### Problemi hipoteze
Iako je dominantna teorija koja objašnjava porijeklo Mjeseca, postoji nekoliko pitanja koja nisu riješena. To uključuje:
- Odnosi između hlapljivih elemenata na Mjesecu nisu u skladu s hipotezom velikog udara. Konkretno, moglo bi se očekivati da će omjer elemenata rubidij/cezij biti veći na Mjesecu nego na Zemlji, jer je cezij hlapljiviji od rubidija, ali rezultat je upravo suprotan.[15]
- Nema dokaza da je na Zemlji ikad postojao globalni ocean magme (posljedica hipoteze velikog udara), a u Zemljinom plaštu pronađeni su materijali za koje se čini da nikada nisu bili u oceanu magme.[15]
- Sadržaj 13% željezovog oksida (FeO) na Mjesecu - veći od 8% pronađenih u Zemljinom plaštu - isključuje da bi protolunarni materijal mogao doći, osim u malom dijelu, iz Zemljinog plašta.[16]
- Ako većina proto-Mjesečevog materijala dolazi iz tijela koje je doživjelo udar, Mjesec bi se trebao obogatiti siderofilnim elementima, a zapravo ih na Mjesecu nema.[17]
- Određene simulacije formiranja Mjeseca zahtijevaju da količina kutnog gibanja u sustavu Zemlja-Mjesec bude približno dvostruko veća od današnje. Međutim, ove simulacije ne uzimaju u obzir rotaciju Zemlje prije udara, zbog čega neki istraživači to smatraju nedovoljnim dokazima da bi se isključila hipoteza velikog udara.[18][19]

## Astronomski status
U strogom smislu trenutne definicije Međunarodne astronomske unije, Teja nije bila planet: planet je morao ukloniti sva nebeska tijela u bliskoj orbiti. Teja to nije učinila, jer je proto-Zemlja bila u bliskoj orbiti, a Zemlja je upravo planet jer je eliminirala Teju (definicija ne dopušta postojanje nekoliko planeta u istoj orbiti).
Ipak, može se smatrati da je sustav Zemlja-Teja u početku bio sustav od dva suorbitalna planeta, u kojem slučaju bi se pojam planet mogao koristiti za oba tijela u nedostatku preciznosti za ovaj specifični slučaj (ili u smatrajući trenutnu definiciju preciznom, ali apsurdno oštrom). U tom smislu, Teja bi danas bila smatrana kao "patuljasti planet”. Pojam trojanski planet (u ovom slučaju prikladniji naziv nego trojanski satelit) također treba uzeti u obzir.
Međutim, može se opravdano prigovoriti da trenutnu definiciju Međunarodne astronomske unije treba uzeti za sustav u ravnoteži, iako to nije izričito navedeno u definiciji koju daje institucija. Trenutni Sunčev sustav jest u ovom slučaju, ali ne u vremenu kada je Teja postojala. Prema posljednjem razmatranju, trenutna definicija planeta možda neće biti stvarno korisna. I za proto-Zemlju i za Teju čini se da je prikladniji izraz protoplanet - faza između planetezimala i planeta, za kojeg se može primijetiti da nema službenu definiciju.